# 岩手県立久慈高等学校長内校
岩手県立久慈高等学校長内校（いわてけんりつくじこうとうがっこうおさないこう）は、岩手県久慈市にある定時制の県立高等学校。
岩手県立久慈高等学校の分校である。
岩手県内での分校として、独立校舎を持つ定時制高校としては、本校と岩手県立杜陵高等学校奥州校の2校がある。
平成20年度より昼間部を設置、単位制の高校となり、より幅広く生徒のニーズに応えられるようになった。

## 概要
- 設置学科 定時制課程
  - 普通科（昼間部、夜間部）

## 交通アクセス
- JR東日本八戸線・三陸鉄道リアス線 久慈駅より
  - 徒歩5分。

## 出身者
- 扇久保博正 - 格闘家
- 泉マサ子 - 演歌歌手